# Palacio de Cortés
A Palacio de Cortés (magyarul: Cortés palotája) 16. századi műemlék palota Mexikó Morelos államának fővárosában, Cuernavacában. A spanyolok által emelt civil épületek közül ez a legrégebbi, mely az ország területén épségben fennmaradt. Ma a Museo Regional Cuauhnáhuac múzeum működik benne.

## Története
A palota építése 1526-ban kezdődött el, bár 1522-ben már valószínűleg állt itt egy szögletes őrtorony, melynek átalakításával készült a lakóépület. Végleges formáját 1540-ben nyerte el.
Az épület a spanyol hódítóé, Hernán Cortésé és feleségéé, Juana Zúñigáé volt, itt született fiuk, Martín Cortés Zúñiga is. 1747 és 1821 között börtön működött benne, itt őrizték többek között a neves függetlenségi harcost, José María Morelos y Pavónt is, mielőtt Ecatepecben kivégezték volna. 1855-ben Juan Álvarez kormányának székhelye volt, 1864 és 1866 között pedig Habsburg Miksa főherceg irodáját rendezték be benne, aki gyakran tartózkodott a városban. A köztársaság visszaállítása után 1872-től Morelos állam kormányzósága kapott helyt az épületben, és egészen addig itt is működött, amíg 1974-ben múzeummá nem alakították.
1910-ben a függetlenség 100-adik évfordulójának emlékére északi oldalára egy kis óratornyot emeltek.

## A múzeum
A mintegy 20 kiállítóteremmel rendelkező múzeum főként Morelos állam történelmével foglalkozik, egészen az ősidőktől, az amerikai kontinens benépesülésétől kezdve napjainkig. A második emelet teraszán Diego Rivera 1927 és 1930 között készült hatalmas, történelmi témájú falfestménye (címe: Historia de Morelos, Conquista y Revolución) kelti fel a látogató figyelmét, melyen az egyik fő alak, José María Morelos arcának helyére a festő saját arcképét festette meg. A kongresszusi termet Salvador Tarajona 1938-ban készült alkotásai díszítik. A múzeum helyt ad időszakos kiállításoknak is, tartozik hozzá könyvtár, ruhatár, 120 férőhelyes előadóterem és üzletek is.